# If You Gotta Go, Go Now
If You Gotta Go, Go Now är en låt komponerad av Bob Dylan 1964. Dylan spelade sedan in låten under inspelningarna till albumet Bringing It All Back Home i januari 1965. Han valde dock att inte ta med låten på albumet. Istället spelade den brittiska popgruppen Manfred Mann in den och de fick med sin version av låten en hitsingel i Storbritannien, Irland, Finland och Sverige. 1967 släpptes Dylans egen version som singel, dock endast i Nederländerna. Singeln nådde inte listplacering där.
Låten har även spelats in i franska versioner av Johnny Hallyday ("Maintenant ou jamais" 1966) och Fairport Convention ("Si Tu Dois Partir" 1969), samt av The Flying Burrito Brothers på albumet Burrito Deluxe 1970.
Inte förrän albumet The Bootleg Series Volumes 1-3 (Rare & Unreleased) 1961-1991 släpptes fanns en officiell version av Bob Dylan tillgänglig för skivpubliken i Storbritannien och USA. En liveversion av låten finns på The Bootleg Series Vol. 6: Bob Dylan Live 1964, Concert at Philharmonic Hall. Han framförde låten på konsert 9 gånger under åren 1964-1965.

## Listplaceringar, Manfred Mann
| Lista (1965)   | Position         |
| -------------- | ---------------- |
| Finland        | 16               |
| Irland         | 4                |
| Storbritannien | 2                |
| Sverige        | 7 (Kvällstoppen) |
| Sverige        | 6 (Tio i topp)   |